# العياط (مركز)
مركز العياط، مركز إداري مصري. يقع في محافظة الجيزة الواقعة في جمهورية مصر العربية. القاعدة الإدارية للمركز هي مدينة العياط.